# Musiikkitalo

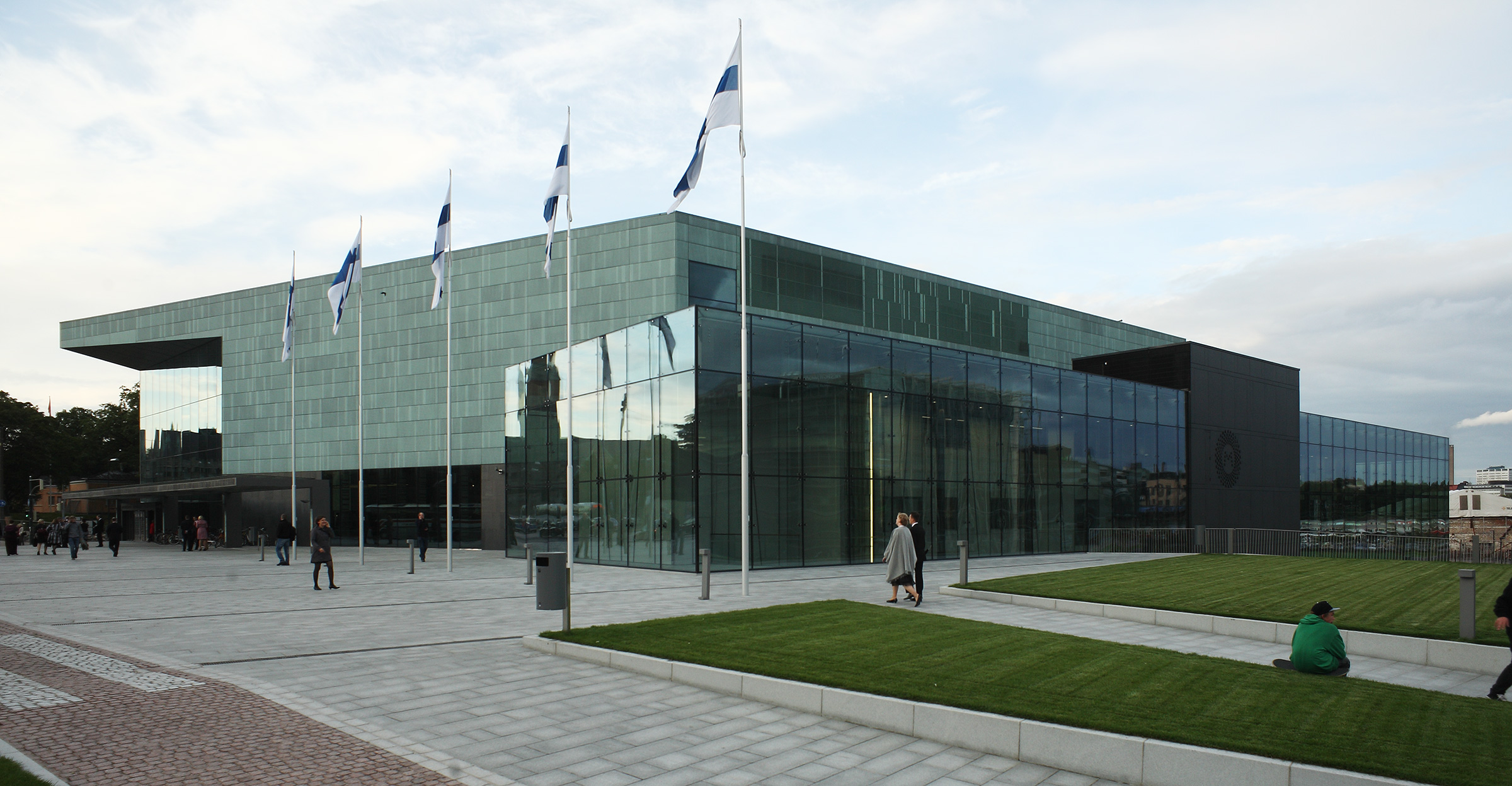
Konzerthaus Helsinki 2011

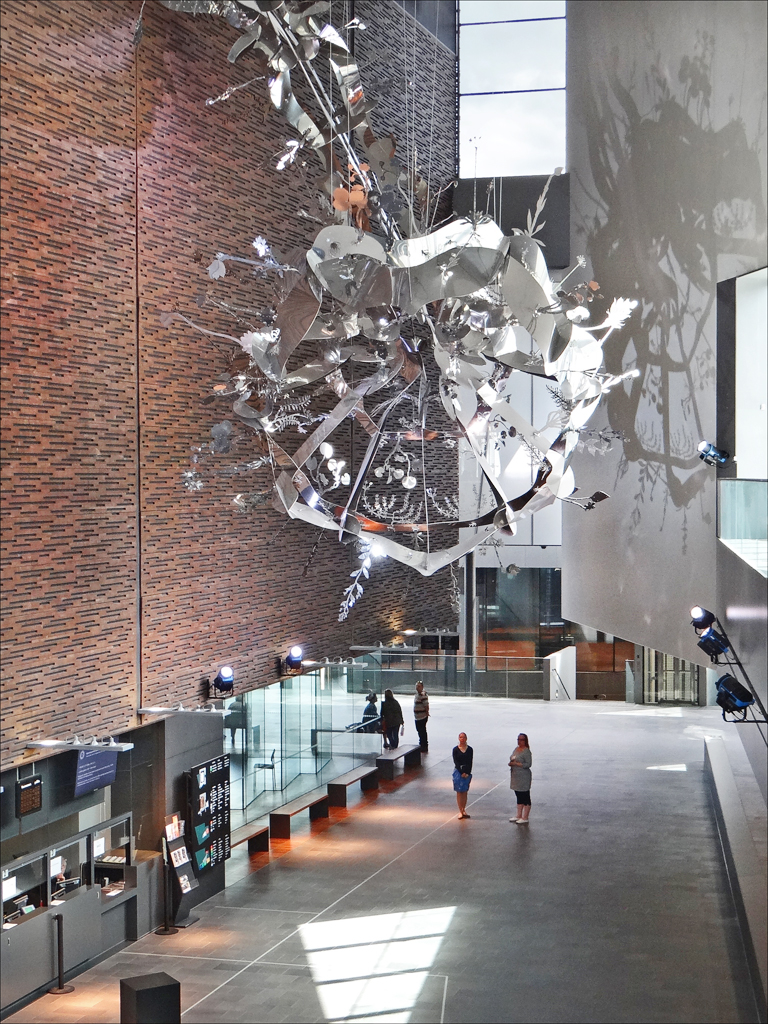
Eingangshalle

Das Musiikkitalo (finnisch für „Musikhaus“) ist ein Konzerthaus in der finnischen Hauptstadt Helsinki. Es wurde 2011 eröffnet und bildet das Musikzentrum des Philharmonischen Orchesters Helsinki, des finnischen Radio-Symphonieorchesters und der Sibelius-Akademie, der einzigen Musikhochschule Finnlands. Die vielgelobte Akustik des Hauptsaals wurde von dem Japaner Yasuhisa Toyota entworfen.

## Geschichte
Vor der Eröffnung des Musiikkitalo wurden größere Konzerte meist in der von Alvar Aalto geplanten Finlandia-Halle aufgeführt. Deren Akustik wurde jedoch oft bemängelt. Nach zwanzigjähriger Diskussion konnte 2008 mit dem Bau der neuen Konzerthalle begonnen werden. Die Baukosten in Höhe von 188 Millionen Euro trugen der finnische Staat, die Stadt Helsinki und die öffentlich-rechtliche Rundfunkanstalt Yleisradio. Das Eröffnungskonzert fand am 31. August 2011 statt. Es begann mit der Finlandia von Jean Sibelius.
Schon bald stellte sich das Musiikkitalo als unerwartet erfolgreich heraus. In den ersten neun Monaten (September 2011 – Mai 2012) wurden mehr als 400.000 Besucher gezählt, davon 330.000 Konzertgäste, vielfach mehr als erwartet. Es gab im genannten Zeitraum etwa 100 Veranstaltungen pro Monat, die meisten ausverkauft. Anfang 2013 überstiegen die Konzert- und Besucherzahlen das erwartete Niveau immer noch um das Vierfache.

## Gebäude und Besonderheiten
Das Musiikkitalo liegt im Zentrum der Stadt am Boulevard Mannerheimintie und ist von mehreren markanten Gebäuden umgeben: der Finlandia-Halle, dem Kunstmuseum Kiasma, dem Finnischen Parlament und dem Finnischen Nationalmuseum. Der quaderartige Bau des neuen Musikzentrums wirkt von außen vergleichsweise schlicht, was laut dem Architekten Marko Kivistö auch so beabsichtigt ist, weil das Gebäude sich so besser in seine Umgebung füge. Es hat auf der einen Seite eine grüne Kupferfassade und somit eine farbliche Anbindung an die Grünanlagen des anliegenden Parks. Die großen Glasfronten auf der anderen Gebäudeseite weisen zur Töölö-Bucht hin, ähnlich wie dies auch beim nahegelegenen Opernhaus der Fall ist.
Das Musiikkitalo besitzt einen großen Konzertsaal mit 1704 Sitzplätzen sowie sechs weitere kleine Säle mit 140 bis 400 Sitzplätzen. Diese sind speziell für unterschiedliche Musikgattungen (unter anderem für elektronische Musik und für Kammermusik) eingerichtet.
Der Hauptsaal ist von Yasuhisa Toyota mit terrassenartig ansteigenden Zuschauerrängen, ähnlich der Weinberg-Form, „die einst Hans Scharoun für die Berliner Philharmonie erfunden hat“, eingerichtet worden. Die Wände bestehen aus dunkel gebeizten, übereinander geschichteten Birkenholz-Paneelen. Durch Spalten gelangen die Schallwellen an die dahinter liegenden unregelmäßig geformten Betonwände, wodurch verhindert wird, dass eine Echobildung zur Bühne hin entstehen kann. Durch die schwarzen Sitze wirkt der Raum sehr dunkel und bildet so einen Kontrast zur hellen Kiefernholzbühne.
Ein weiterer Gebäudeteil beherbergt Unterrichtsräume der Sibelius-Akademie und eine Musikbibliothek. Die Foyers, das Café und das Musikgeschäft im Musiikkitalo sind frei zugänglich, das Gebäude ist ganztägig geöffnet.
Südlich des Gebäudes befindet sich die Skulptur Singbäume.

## Orgel

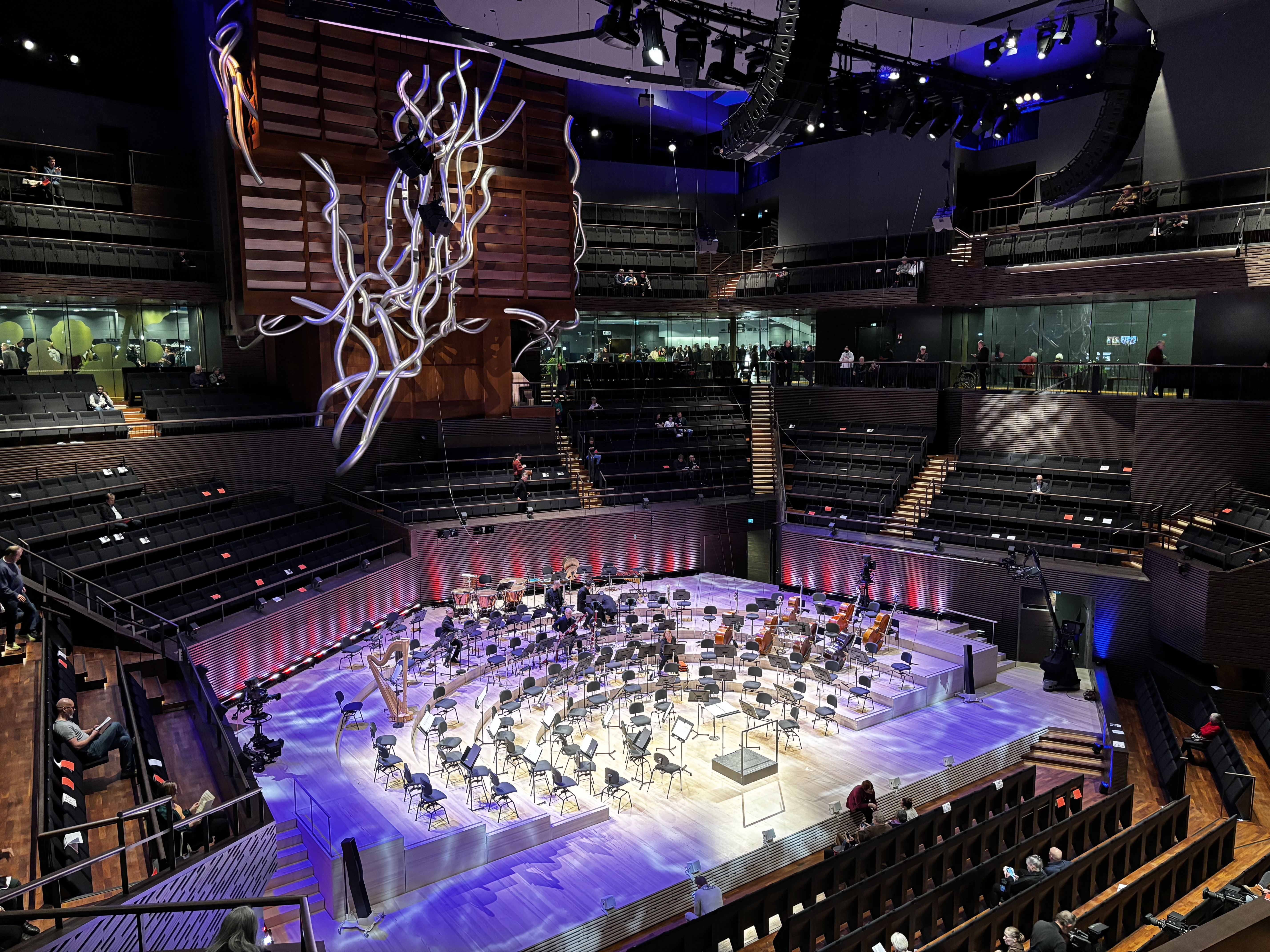
Großer Saal mit Orgel

Zwar war der Einbau einer Pfeifenorgel im Großen Saal geplant, doch aufgrund knapper Mittel konnte das Vorhaben nicht umgesetzt werden. Erst eine Initiative der Komponistin Kaija Saariaho brachte den Stein wieder ins Rollen. Sie spendete eine Million Euro für den Einbau des geplanten Instruments, andere Stifterinnen und Stifter folgten und auch die Stadt Helsinki, das Bildungs- und Kulturministerium sowie die Rundfunkanstalt YLE brachten jeweils 500 000 Euro in die Kollekte ein. Im August 2018 erging der Auftrag an die österreichische Orgelbaufirma Rieger, die über viel Erfahrung mit dem Bau von Konzertsaalorgeln verfügt und zuletzt auch den Zuschlag für die neue Saalorgel im Konzerthaus in Göteborg erhalten hat. Das Design für dieses Instrument wurde von dem österreichischen Künstler und Orgeldesigner Harald Schwarz entwickelt und gemeinsam mit Wendelin Eberle ausgearbeitet. Die Aufstellung und Intonation der Orgel erfolgte 2021–2023. Das Instrument besitzt 122 Register, verteilt auf vier Manuale und Pedal, und ist damit die größte Orgel Finnlands. Die Kosten betrugen 4,4 Millionen Euro. Das Einweihungskonzert spielte Olivier Latry am 1. Januar 2024.